# LVG E.I
LVG E.I là một mẫu máy bay tiêm kích cánh đơn của Đức trong Chiến tranh thế giới I.

## Quốc gia sử dụng
- German Empire

## Tính năng kỹ chiến thuật
Đặc điểm tổng quát
- Kíp lái: 2
- Chiều dài:  ()
- Sải cánh:  ()
- Chiều cao:  ()
- Động cơ: 1 × Mercedes D.II, 89 kW (120 hp)

 Hiệu suất bay 
Trang bị vũ khí

- Súng: 2 × súng máy